# Space Hulk: Vengeance of the Blood Angels
Space Hulk: Vengeance of the Blood Angels — відеогра, продовження Space Hulk, адаптації однойменної настільної гри за вигаданим всесвітом Warhammer 40,000. Розробкою займалася компанія Key Game. Гра вийшла для платформ 3DO в 1995 році та PlayStation, Sega Saturn, MS-DOS і Windows в 1996. 2006 року THQ Wireless випустила версію для мобільних телефонів.

## Ігровий процес
Як і в оригінальній Space Hulk, гравець командує загоном Термінаторів Космодесантників, при цьому може перемикатися між членами загону, особисто беручи керівництво над тим чи іншим бійцем. В боях використовується два режими: перший — бій в реальному часі, другий — планування маршруту і віддача наказів бійцям протягом паузи, що триває 60 секунд. При цьому Vengeance of the Blood Angels більше зосереджена на боях в реальному часі і не має екранів інших бійців, крім керованого гравцем. Кількість підконтрольних Термінаторів збільшилася до максимум 10-и.
В режимі кампанії в міру проходження персонаж гравця підвищується у званні і згодом отримує командування над підрозділом Термінаторів. Гра також пропонує одиночні місії, де загін Космодесантників виконує бойові завдання: знайти артефакт, дійти до заданої точки або просто вижити. Тут також є можливість пройти тренувальні місії. Місії взяті з настільної Space Hulk (1-е видання), а також з оригінальної гри. В ПК-версії наявний мультиплеєр, де команди Термінаторів (до 10-и гравців) змагаються у вбивстві генокрадів.
В противників з'явилися зони ураження. Наприклад, кулі можуть повністю відбитися від панцира генокрада, або вбити його єдиним пострілом, потрапивши між пластинами пацира.

## Сюжет
Орден Кривавих Янголів виявив корабель Space Hulk, який прямує до густонаселеної планети Девлар III (англ. Delvar III). Він наповнений генокрадами і Космодесантниками Хаосу з легіону Залізних Воїнів. Загін Термінаторів Космодесанту вирушає на корабель, щоб повернути його у вимір Варпу, перш ніж він не впав на планету.